# Schloss Wiesing

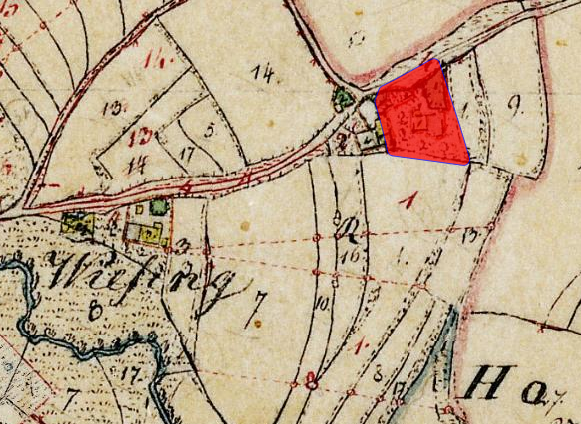
Lageplan von Schloss Wiesing auf dem Urkataster von Bayern

Das abgegangene Schloss Wiesing befand sich in dem gleichnamigen Ortsteil Wiesing der oberpfälzischen Gemeinde Roding im Landkreis Cham. Die Anlage wird als Bodendenkmal unter der Aktennummer D-3-6840-0088 im Bayernatlas als „archäologische Befunde des abgegangenen spätmittelalterlichen und frühneuzeitlichen Hofmarkschlosses von Wiesing“ geführt.

## Geschichte
Wiesing erscheint im Herzogsurbar von 1326 unter den Besitzungen des Amtes Regenpeilstein. Danach wurde es davon abgetrennt und 1455 zu einer eigenständigen Hofmark. Als solche wird Wiesing erstmals im Eigentum des Friedrich Zenger genannt, der diese mit dem Schloss Regenpeilstein und der Maut am Regen seiner dritten Gemahlin, Anna von Parsberg, als Morgengabe schenkt. 1462 trug er diese Besitzungen dem Pfälzer Herzog als Mannlehen auf.
Seit diesem Zeitpunkt ist die Geschichte von Wiesing gleich der von Schloss Regenpeilstein. Als Besitzerfamilien können nach den Zengers u. a. die Kotzau, die Sparnberger, die Dandorfer, die Mändl zu Dettenhofen, die Klingensberg und die Schott aus Regensburg genannt werden. Dem Felix Valois von Schott wurde am 31. Januar 1823 die Errichtung eines Patrimonialgerichts II. Klasse auf seinen Besitzungen Regenpeilstein, Wiesing und Fronau genehmigt. 1824 musste darüber ein Gantverfahren verhängt werden, in dessen Folge die Gerichtsbarkeit eingezogen und dem Landgericht Roding zugeschlagen wurde.

## Baulichkeit
Das Schloss stammt in seinen Ursprüngen vermutlich aus dem 12. Jahrhundert. Es lag oberhalb des Dorfes Wiesing an einem nach Südost ansteigenden Hang an der Verbindungsstraße nach Regenpeilstein. In der Steuerbeschreibung von 1766 wird das Hofmarkschloss zu Wiesing noch angeführt. Das Schloss wurde im 19. Jahrhundert weitgehend abgebrochen; die Schlossstelle ist heute mit neuen Häusern überbaut.